# Representações culturais de Richard Nixon
Richard Nixon, o 37º presidente dos Estados Unidos, inspirou ou foi retratado em muitas obras culturais.

## Literatura
- The Public Burning, um romance de 1977 de Robert Coover
- Watchmen, uma história em quadrinhos de 1986 de Alan Moore
- Transmetropolitan, uma série de quadrinhos de 1997-2004, onde um dos presidentes norte-americanos 'The Beast' se parece com Richard Nixon.

## Filmes
- All the President's Men, um thriller político de 1976 sobre o escândalo Watergate
- The Butler, um filme biográfico de 2013 sobre o mordomo da Casa Branca Eugene Allen
- Dick, um filme de comédia de 1999 que parodia o escândalo Watergate
- Forrest Gump, um filme de 1994
- Frost / Nixon (filme), filme de 2008 baseado na peça homônima
- J. Edgar, um filme biográfico de 2011 sobre J. Edgar Hoover
- J. Edgar Hoover, um filme de 1987 feito para a televisão sobre Hoover
- Millhouse (filme), um documentário de 1971
- Nixon, um filme biográfico de 1995
- Pawn Sacrifice, um filme biográfico de 2014 de Bobby Fischer
- Secret Honor, um filme de 1984
- Os Arquivos Privados de J. Edgar Hoover, um filme de 1977
- O Lobisomem de Washington, uma sátira de 1973 à presidência de Nixon
- X-Men: Dias de um Futuro Esquecido
- Watchmen

## Televisão
- Futurama apresentou uma versão ficcional de Nixon como personagem recorrente.
- Nixon, interpretado por Stuart Milligan, apareceu nos episódios da sexta temporada de Doctor Who "The Impossible Astronaut" e "Day of the Moon".[1]
- Nixon aparece no episódio da 1ª temporada "The Watergate Tape" da série da NBC Timeless, onde é interpretado por Sheldon Landry. No episódio, Lucy, Wyatt e Rufus viajam para 7 de junho de 1972, para impedir Flynn de usar a fita de Nixon com o intervalo de 18 1/2 minutos e alguém chamou o "Doc" para revelar o envolvimento de Nixon com Rittenhouse.
- Nixon, interpretado por Paul Ganus, apareceu no episódio da quarta série de Legends of Tomorrow "The Getaway".

## Produção musical e cênica
Centenas de canções foram lançadas sobre ou fazendo referência a Richard Nixon, com uma parte significativa focada no escândalo Watergate.
- Frost / Nixon, uma peça de 2006 sobre as entrevistas de Nixon
- Nixon na China, uma ópera de 1987 sobre a visita de Richard Nixon à China em 1972